# Давай, Джонні, давай!
«Давай, Джонні, давай!» (англ. Go, Johnny, Go!) — американська музична комедія; що вийшла 20 травня 1960 року.

## Сюжет
Головний герой — Джонні, юнак-сирота, який не знає своїх батьків, живе в притулку. Одного разу він приймає рішення стати співаком, з надією якнайшвидше набути популярності. Своїм коштом він записує перший альбом і відправляє його Алану, організатору музичних конкурсів. Після того, як Алан почув альбом, він розуміє, що у юнака є незаперечний талант для світу рока.

## У ролях
- Алан Фрід — грає самого себе
- Диммі Клептон — Джонні Мелоді
- Сенді Стюар — Джулі Арнольд
- Чак Беррі — грає самого себе
- Херб Вігрен — Білл Барнетт
- Френк Вілкокс — містер Арнольд
- Барбара Вудделл — міс Арнольд
- Мілтон Фром — містер Мартін
- Джо Кренстон — лідер гурту
- Роберт Фолк — поліціянт
- Вільям Фосетт — санітар
- Дік Елліотт — людина, що чекає телефон
- Інга Болінг — секретарка

## Знімальна група
- Режисер — Пол Лендрес;
- Сценарій — Гарі Александр;
- Продюсер — Алан Фрід, Джек Хук, Хел Роач;
- Оператор — Джек Етра, Едді Фіцджералд;
- Композитор — Лео Клацкін;
- Художник — МакКлюр Кеппс, Руді Батлер;
- Монтаж — Волтер Ханнеманн.

## Пісні
| 1. «Go, Johnny Go!» — Чак Беррі 2. «I'll Take A Long Time» — Джиммі Клептон 3. «Jump Children» — «The Flamingos» 4. «Angel Face» — Джиммі Клептон 5. «Don't Be Afraid To Love» — Харві 6. «Mama Can I Go Out» — Джо Енн Кемпбелл 7. «Teenage Heaven» — Едді Кокран 8. «Playmates» — Сенді Стьюарт 9. «My Love Is Strong» — Джиммі Клептон | 1. «Memphis Tennessee» — Чак Беррі 2. «Jay Walker» — «The Cadillacs» 3. «You Better Know It» — Джеккі Вілсон 4. «Please Mr. Johnson» — «The Cadillacs» 5. «Heavenly Father» — Сенді Стьюарт 6. «Little Queenie» — Чак Беррі 7. «Ooh My Head» — Річчі Валенс 8. «Ship On A Stormy Sea» — Джиммі Клептон |